# Jayanthi Kuru-Utumpala

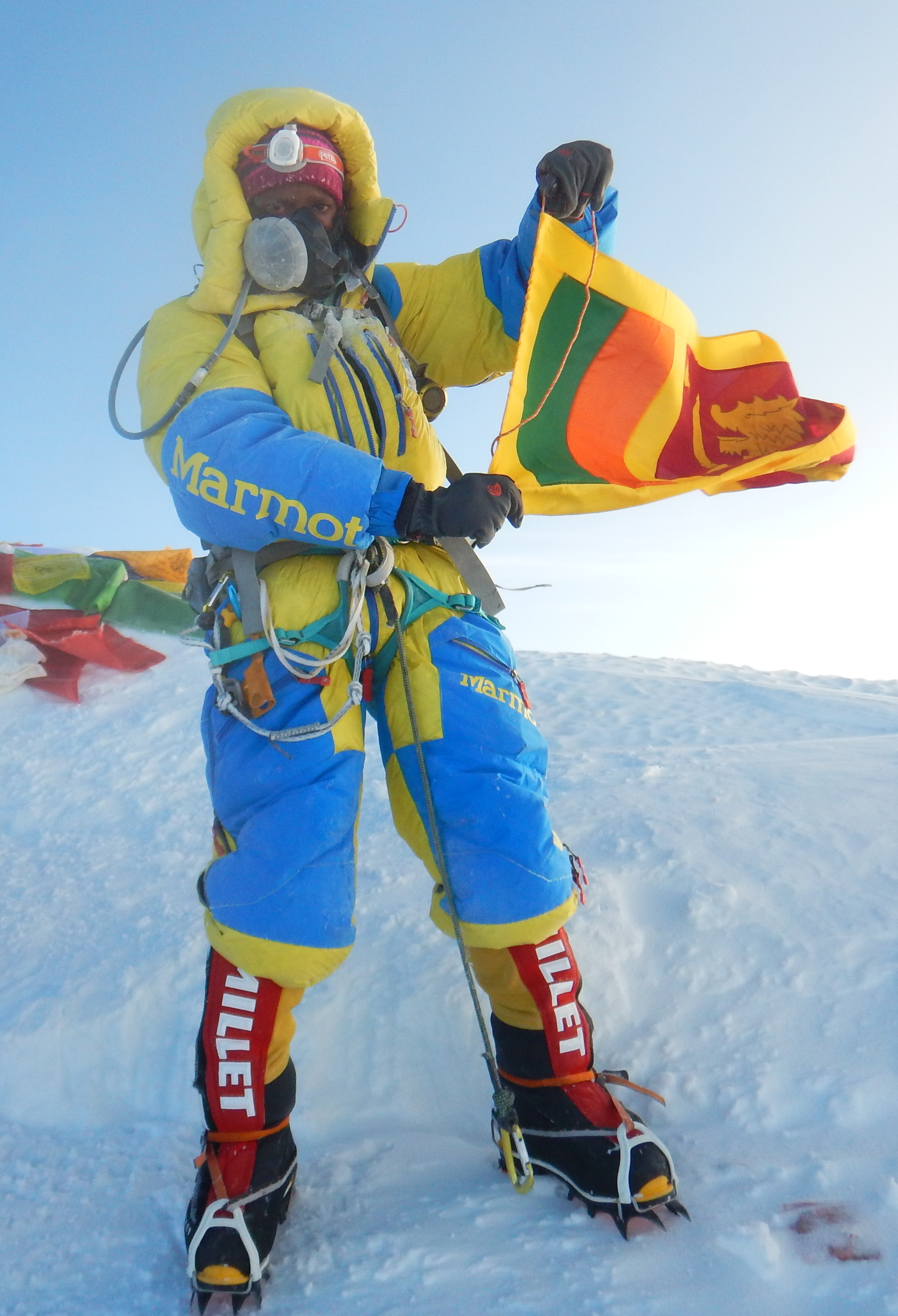
Jayanthi Kuru Utumpala schwenkt auf dem Gipfel des Mount Everest die sri-lankische Fahne, 21. Mai 2016

Jayanthi Kuru-Utumpala (* 3. September 1979 in Colombo) ist eine sri-lankische Bergsteigerin,  Abenteurerin, Motivationsrednerin und Aktivistin für Frauen- und LGBT-Rechte. Sie bestieg am 21. Mai 2016 als erster Mensch aus Sri Lanka den Mount Everest. Kuru-Utumpala ist eine führende Persönlichkeit der Frauenbewegung Sri Lankas. Mehrere Expeditionen unternahm sie gemeinsam mit dem sri-lankischen Bergsteiger Johann Peries.

## Leben
Jayanthi Kuru-Utumpala wuchs mit ihrem älteren Bruder Rukshan, ihrem Vater Nissanka, einem Maschinenbauingenieur, und ihrer Mutter Jacinta, einer Managerin im Gastgewerbe, in Colombo auf. Sie war bereits als Kind sehr sportlich und galt als Tomboy.
Kuru-Utumpala erhielt ihre Schulbildung am Bishop's College in Colombo und studierte ab 1999 am Sri Lanka Foundation Institute Journalismus und Kommunikation. 2000 ging sie nach Indien an die University of Delhi, wo sie im Miranda House studierte und 2003 ihren BA in Englischer Literatur erwarb. 2002 nahm sie an einem 28-tägigen Bergsteigerkurs für Militärangehörige am indischen Himalayan Mountaineering Institute teil. 2007 beendete sie ein Zusatzstudium an der University of Colombo mit einem Postgraduierten-Diplom in Frauenforschung. Anschließend erhielt Kuru-Utumpala ein Stipendium für ein Studium an der britischen University of Sussex, das sie 2009 mit einem Master of Arts in Gender Studies abschloss.
Ab 2003 arbeitet Kuru-Utumpala beim Women and Media Collective (WMC), das sich für die Stärkung der Rechte von Frauen in Sri Lanka einsetzt. Außerdem war sie Kletterführerin für Borderlands. Seit 2015 ist sie als Expertin für Gender und Sexualität bei der Hilfsorganisation Care International tätig. Außerdem ist sie in kleineren Projekten in Sri-Lanka aktiv, die gegen Gewalt gegen Frauen, Mädchen und Transgender-Personen kämpfen. 2016 wurde sie von der damaligen sri-lankischen Ministerin für Frauen und Kinder, Chandrani Bandara Jayasinghe, zur ersten Sonderbotschafterin für Frauenrechte in Sri Lanka ernannt. Kuru-Utumpala ist außerdem Sonderbotschafterin der internationalen Organisation Think Equal. Seit Februar 2019 sind Jayanthi Kuru-Utumpala und Johann Peries offizielle Markenbotschafter der Hatton National Bank. Im Juni 2020 wurde sie vom sri-lankischen Präsidenten Gotabaya Rajapaksa zum Mitglied der Presidential Task Force on COVID-19 berufen, die im Kampf gegen die Covid-19-Pandemie in Sri Lanka gegründet worden war.

## Besteigung des Mount Everest
2012 lernte Kuru-Utumpala den Bergsteiger Johann Peries kennen, mit dem sie mehrere erfolgreiche Expeditionen zur Vorbereitung auf die Besteigung des Mount Everest unternahm. Auf die Expedition zum Mount Everest bereiteten sich Kuru-Utumpala und Peries fünf Jahre vor. 2012 bestiegen beiden den Adam's Peak in Sri Lanka und den Island Peak in Nepal, 2014 den Kilimandscharo. Weitere erfolgreiche Expeditionen führten Kuru-Utumpala zum Paarl Rock in Südafrika, in die argentinischen Anden, die spanischen Pyrenäen und zum Ben Nevis in Schottland.
Die zweimonatige Expedition zum Mount Everest wurde mit Unterstützung des Expeditionsunternehmens International Mountain Guides durchgeführt, das die Führer, logistische Unterstützung sowie Mahlzeiten und Übernachtung bereitstellte. Die beiden Bergsteiger wurden von nepalesischen Sherpas  begleitet; Kuru-Utumpalas Sherpa war Fura Gyalzen.
Die beiden Bergsteiger unternahmen drei Akklimatisierungstouren mit mehreren Ruhetagen dazwischen, ehe sie mit dem Aufstieg auf den Gipfel begannen. Kuru-Utumpala erreichte den Gipfel des Mount Everest am 21. Mai 2016 um 5:03 Uhr. Peries musste hinter dem Lager IV, kurz vor dem Gipfel aufgeben, da seine Sauerstoffflasche versagte.
Mit Kuru-Utumpalas erfolgreichem Aufstieg war Sri Lanka nach Polen, Kroatien und Südafrika das vierte Land der Welt, wo die erfolgreiche Erstbesteigung des Mount Everest von einer Frau unternommen wurde.

## Ehrungen
2016 wurde Kuru-Utumpala vom Fernsehsender Ada Derana im Rahmen der Ehrung Ada Derana Sri Lankan of the Year mit dem Special Award ausgezeichnet. Der BBC nahm sie 2017 in seine Liste von 100 inspirierenden und einflussreichen Frauen aus aller Welt auf.
Anlässlich des Internationalen Frauentages wurde sie im März 2019 vom sri-lankischen Parlament als eine von zwölf  Frauen des Landes für ihre herausragenden Leistungen geehrt. Kuru-Utumpala wurde 2019 als eine von 66 Personen vom sri-lankischen Präsidenten Maithripala Sirisena ausgezeichnet.